# Кутачи
Кутачи — деревня в составе Темпового сельского поселения Талдомского района Московской области. Население — 6 чел. (2010).

## Расположение
Расположена к западу от Талдома на левом берегу реки Дубны, рядом с деревнями Стариково, Кривец и на правом берегу Кузнецово.
До Талдома ведет сначала асфальтовая дорога, которая потом выходит на трассу Р112. С райцентром есть регулярное автобусное сообщение, расстояние до города — 12 километров.

## История
По переписным книгам 1627-1628 годов деревня Кутач при  селе Веретье-Кутач на реке Дубне и речке Паз относится к вотчине Дмитровского Борисоглебского монастыря. При селе монастырский двор и Георгиевская церковь на погосте между речками Дубна и Паз. Примыкающие к селу деревни: Меледино на речке Паз, Иванцево и Кутач на Дубне, Стариково на Дубне и речке Пердошь, Горелуха, Юдино и Страшево на Дубне. Также починки: Власовский на реке Кунем-Вязье, Матюков, Михайлов, Ортёмово-Займище, Мытня-Зрихин, Мытня-Ольховичная, Грива, Жилин, Косяков, Мининский, Назимец, Поздичей, Усачёвский, Харкино, Хватков, Фурсов на Дубне, Яринский. Бывшие населённые пункты после польско-литовской интервенции (пустоши): Головинец на Сестре, Стрелка и Романцево на Дубне, Гридинская, Доронино, Легкоруково, Метково, Холм, Пронинская и Деренская по реке Кунем, Куничино-Раменье и Яковлевский починок, Баранов починок, Втыкилево, Зубарево, Корысть, Ларкино, Мелентьев починок, Овинище, Тихоновская, Жуково-Займище, Ольховик, Зобово, Гарево, Карпова, Кривовская, Климова, Обрамова, Короваевская на речке Пердошь, Ковригино, Костино, Лаврово, Пановка. И пустоши: Борок на Кунем и Кривец на Дубне.       
Всего: сельцо и погост с церковью, 7 деревень, 21 починок, 35 пустошей. Итого: 26 дворов и 38 человек. 
По переписным книгам 1678 года уже значится село Веретье с деревнями. Были из пустошей восстановлены деревни: Жуково-Займище, Кривец на ней была устроена мельница в 3 жернова, Ольховик на речке Ольховке, Зобово, Яринский починок (Яфимино), Легкоруково (Филиппово), Стрелка. Часть других пустошей были распаханы под пашни, часть получила новые названия. Всего: 80 дворов без учёта монастырского с 339 жителями.
Из истории Талдомского района известно:
Казенная деревня при р. Дубне. В 1862 году 39 дворов, 215 жителей. В 1890 году 268 жителей.
В деревне находится одна из баз темповского охотохозяйства, принадлежащая обществу «Динамо». В советское время здесь отдыхали высшие чины силовых структур.
До муниципальной реформы 2006 года входила в Юдинский сельский округ.

## Население
| 1859 | 1890 | 1926 | 2002 | 2006 | 2010 |
| ---- | ---- | ---- | ---- | ---- | ---- |
| 215  | ↗268 | ↗289 | ↘7   | ↘1   | ↗6   |